# Sanyo (motorfiets)
Sanyo is een historisch Japans merk van motorfietsen dat tussen 1958 en 1962 sportmodellen met eigen 248 cc kopklepmotoren leverde.